# Lehrgang X
Der Lehrgang X (auch: Lehrgang 200) war der erste Lehrgang der Kasernierten Volkspolizei-Luft – der Vorläuferorganisation der NVA-Luftstreitkräfte – zur Ausbildung von Piloten und Stabsoffizieren für den Aufbau der späteren Fliegerkräfte der Nationalen Volksarmee.

## Geschichte
Am 15. November 1951 erging vom Ministerrat der UdSSR der Beschluss, in der Sowjetunion von 1952 bis 1954 220 ostdeutsche Piloten für die zukünftigen Luftstreitkräfte der DDR auszubilden.
Nach Eröffnung zweier Volkspolizei-Dienststellen (VPD) in Pinnow (VPD 2107) und Sonnenstein (VPD 400) am 15. Februar 1952 wurden dort ab Anfang März unter strengster Geheimhaltung und Abschottung zur Außenwelt zunächst die Vermittlung von Kenntnissen der russischen Sprache und, da in diesen Bereichen einige Defizite vorhanden waren, der Mathematik, Physik, Chemie sowie Allgemeinbildung der zukünftigen Militärflieger von deutschen und sowjetischen Lehrern durchgeführt. Am 15. Juli wurde die Pinnower Gruppe ebenfalls nach Pirna verlegt. Die Leitung dieses Vorbereitungskursus oblag dem VP-Inspekteur Paul Wilpert. Die Teilnehmer stammten zum größten Teil aus der Hauptverwaltung Ausbildung (HVA), der späteren KVP. Aus diesem Personenkreis wurden 255 zukünftige Piloten und 15 Mann Stabspersonal ausgewählt und unter der Bezeichnung Lehrgang X zum Militärflugplatz Sysran an der Wolga in die UdSSR abkommandiert.
Die Verlegung nach Sysran (⊙) begann am 22. September 1952. Der Lehrgang selbst dauerte vom 1. Oktober 1952 bis 1. Oktober 1953 und stand unter der Leitung von Volkspolizeirat (VP-Rat) Leander Ratz, der als einer der Gründerväter der NVA-Luftstreitkräfte gilt. Ratz wurde noch 1953 zum Kommandeur des 1. Aeroklubs in Cottbus, aus dem später die ersten drei Jagdgeschwader der NVA (JG-1, JG-2 und JG-3) gebildet wurden, ernannt. Er kam am 30. Mai 1962 als Kommandeur der Jagdfliegerschule Bautzen auf einem Übungsflug mit einer MiG-17 ums Leben. Die fliegerische Ausbildung wurde anfangs auf zweisitzigen Jak-18 durchgeführt, später wechselten die Flugschüler auf die einsitzige Jak-11. Sie fand teilweise unter extremen klimatischen Bedingungen statt, wobei wegen des im Winter dauerhaft vorhandenen Schnees am Fahrwerk der Jak-18-Flugzeuge Kufen befestigt werden mussten, was ein Einziehen desselben während des Fluges unmöglich machte und sich ungünstig auf die Flugleistungen auswirkte. Während des Lehrgangs X begann auch die Einweisung der ersten DDR-Piloten auf dem Strahljäger MiG-15, die jedoch mit den Ereignissen des 17. Juni abgebrochen wurde, ebenso wie bereits an die DDR gelieferte MiG-15 schnellstens in die Sowjetunion rücküberführt wurden. Die Ausbildung wurde deshalb auch mit dem Erreichen der Qualifikation für den Kolbenmotor-Jäger Jak-11 beendet. Im Oktober 1953 kehrten die Teilnehmer des Lehrgangs in die DDR zurück.

## Bekannte Lehrgangsteilnehmer
- Klaus-Jürgen Baarß, Generalleutnant
- Klaus Henkes, Generalleutnant und späterer Generaldirektor der Interflug
- Walter Lobner, Generalmajor